# SMS Kaiser Max (1862)
Panserskibet Kaiser Max var en del af en serie på tre panserskibe i den kejserlige østrigske marine. Det var bygget af træ og derefter beklædt med panserplader, og på grund af trækonstruktionen blev det kasseret efter 10 års tjeneste. Officielt blev det ikke kasseret, for der var ikke bevillinger til nye skibe, så i stedet blev det "ombygget" til et nyt panserskib med jernskrog, der stort set kun havde navnet til fælles med det gamle skib.

## Tjeneste
Kaiser Max var en del af den østrigske flåde, der besejrede den italienske flåde i slaget ved Lissa i 1866. I 1867 fik skibet sine kanoner udskiftet med kraftigere modeller. Kaiser Max var klassificeret som panserfregat af 2. klasse og i 1873 blev det returneret til værftet i Trieste og anvendt som basis for et nyt skib af samme navn. Faktisk var det kun lidt af panseret og dele af maskineriet, der kunne genanvendes – resten var nyt.